# Ménilmontant

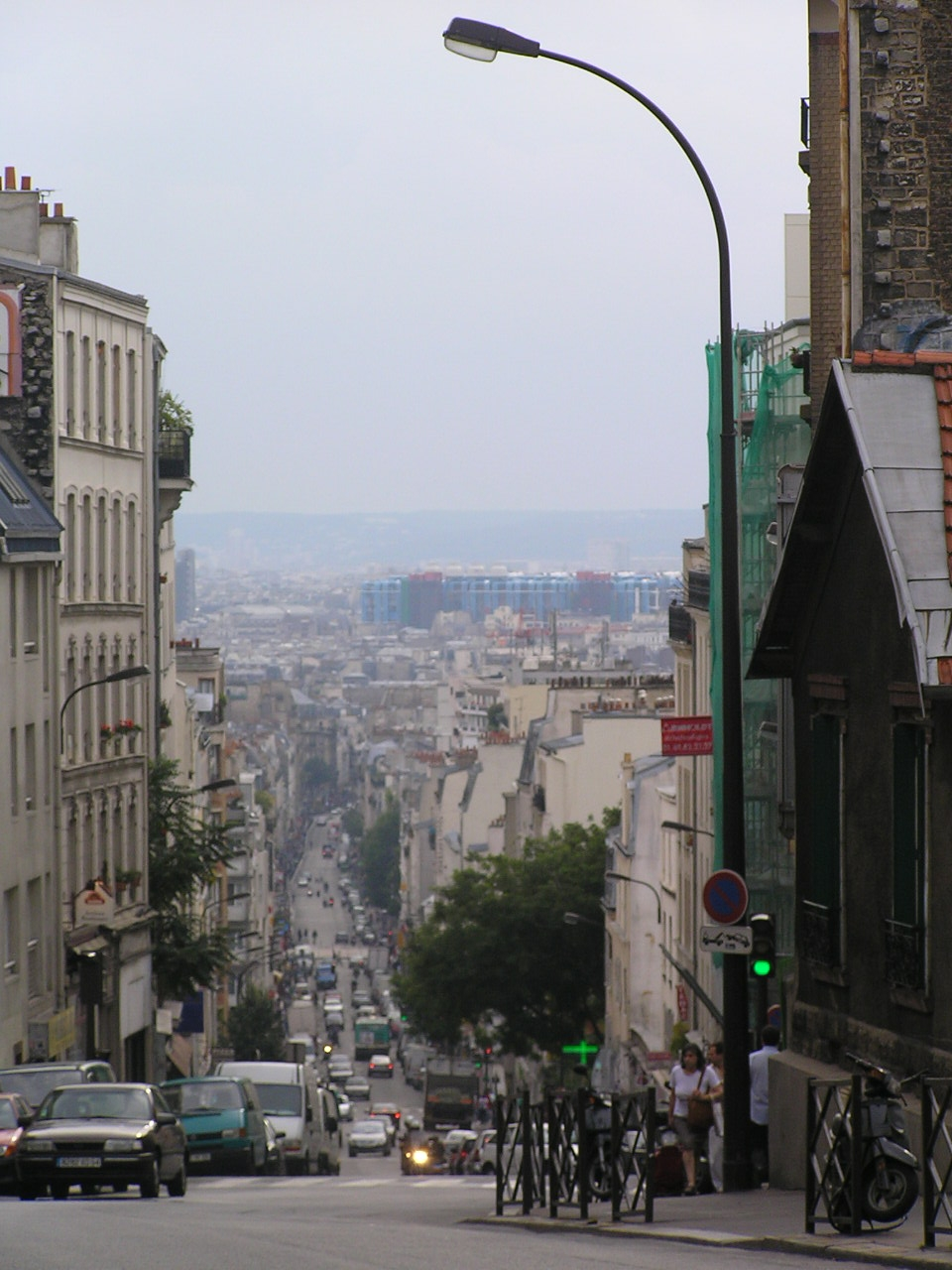
Rue de Ménilmontant

Ménilmontant je bývalá obec a předměstí Paříže, které bylo v roce 1860 připojeno k Paříži a dnes tvoří čtvrť ve 20. obvodu.

## Historie
Název je složeninou Mesnil mau temps, tj. maison au mauvais temps (dům ve špatném počasí), kdy mau temps se v 16. století přeměnilo na montant (stoupající) z důvodu její polohy ve svahu. Ves se nazývala zjednodušeně Le Mesnil, Mesnil-Montemps nebo Mesnil-Montant.
Kláštery Saint-Antoine-des-Champs, Saint-Lazare a Sainte Croix de la Bretonnerie zde tradičně měly vinice. Sainte Croix de la Bretonnerie získal v roce 1449 venkovskou usedlost, která měla za Velké francouzské revoluce tři hlavní budovy a zahradu.

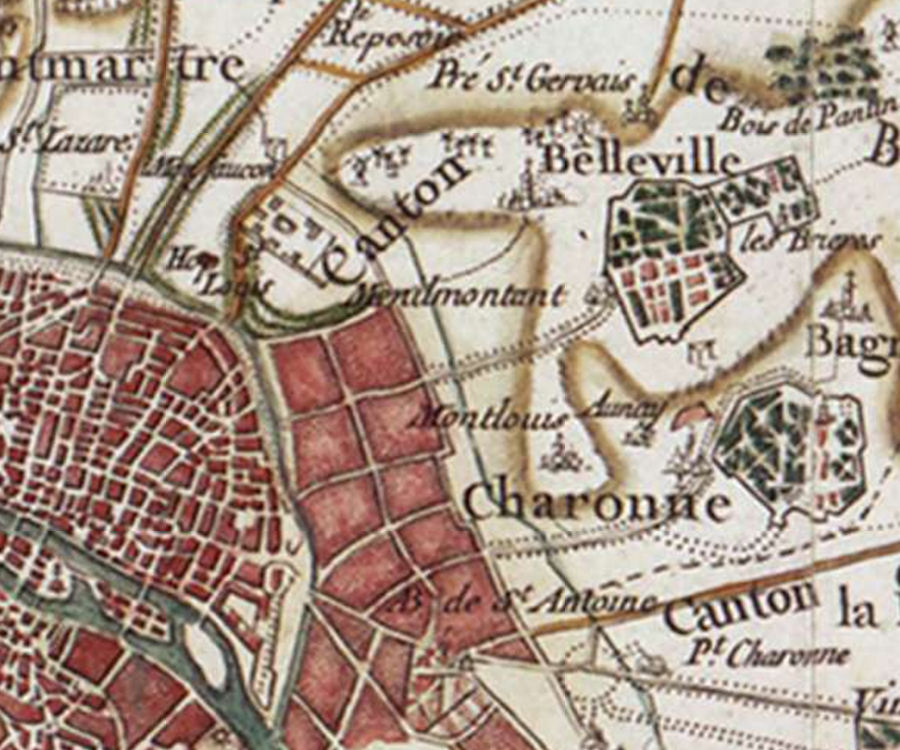
Ménilmontant na mapě z roku 1780

Během obléhání Paříže v roce 1590 Jindřich IV. umístil za městem dvě baterie dělostřelectva, jednu na Montmartru, druhou na vrcholu Montfaucon u Le Mesnil, které ostřelovaly ulice Rue Saint-Honoré, Rue Saint-Denis a Rue Saint-Martin a okolí.
Ves patřila do farnosti Saint-Jean-Baptiste de Belleville, ale s nárůstem populace v 19. století zde byla postavena kaple Notre-Dame-de-la-Croix.
Zdejší zámek Château Ménilmontant (nazývaný též Château de Saint-Fargeau) patřil od roku 1695 pařížské rodině Le Peletier. Na tehdejším panství (zhruba mezi dnešními ulicemi Rue de Romainville, Rue Pelleport, Rue du Surmelin a Boulevard Mortier) se dnes nachází převážně hřbitov Père Lachaise. Michel Le Peletier postavil vedle starého zámku nový zámek obklopený francouzským parkem a sady se zahradami, které byly hlavním zdrojem příjmů z nemovitosti. Dnes se z nich nedochovaly žádné pozůstatky.
V červenci 1778 došlo ve zdejším sádrovcovém lomu k průvalu, při kterém zahynulo sedm lidí. Podzemní šachty byly poté zakázané královským výnosem z 23. ledna 1779 a staré lomy byly uzavřeny.
Na návrší byl v 18. století postaven první semaforový telegraf, na což upomíná ulice Rue de Télégraphe a stejnojmenná stanice metra.
Protože se Ménilmontant nacházel až za hradbami Fermiers généraux, bylo zde levnější víno a v 18. století zde vzniklo mnoho tančíren.
Po připojení k Paříži v roce 1860 Ménilmontant zůstal lidovou čtvrtí a dal své jméno nově vzniklému 20. obvodu.